# Sant Vicenç de Cotlliure
Sant Vicenç de Cotlliure és una capella de la vila de Cotlliure, a la comarca del Rosselló (Catalunya del Nord).
Està situada en un esperó rocós, antic illot, ara unit a terra ferma, a l'extrem nord-est de l'actual Vila vella, a prop i al nord de l'església parroquial de Santa Maria dels Àngels.
Està dedicada a sant Vicenç de Cotlliure.